# Беглова, Елена Николаевна
Елена Николаевна Беглова (род. 1 сентября 1987, Москва) — российская профессиональная баскетболистка, МСМК, разыгрывающая.

## Карьера
Выступала на чемпионате Европы в Кадетской (2003 год), юниорской (2005) и молодёжной сборных России (2007), на чемпионате мира для игроков не старше 20 лет в 2007 г. Команда заняла 4 место.
С 2002 по 2004 год играла в составе команды «Звёзды Тринты». С 2004 по 2007 год — БК «Динамо» Московская Обл. Сезон 2007/2008 — БК «Москва». В составе этой команды стала серебряным призёром Кубка Европы 2007/2008.
В 2010 году вышла замуж за баскетболиста Никиту Степаненкова. 27 июня 2011 году родила дочь Марию После рождения ребёнка вернулась в большой спорт.
Сезоны 2012/2013 и 2013/2014 выступала за клуб «Энергия» (Иваново). В 2013 г. команда стала бронзовым призёром Кубка УГМК.

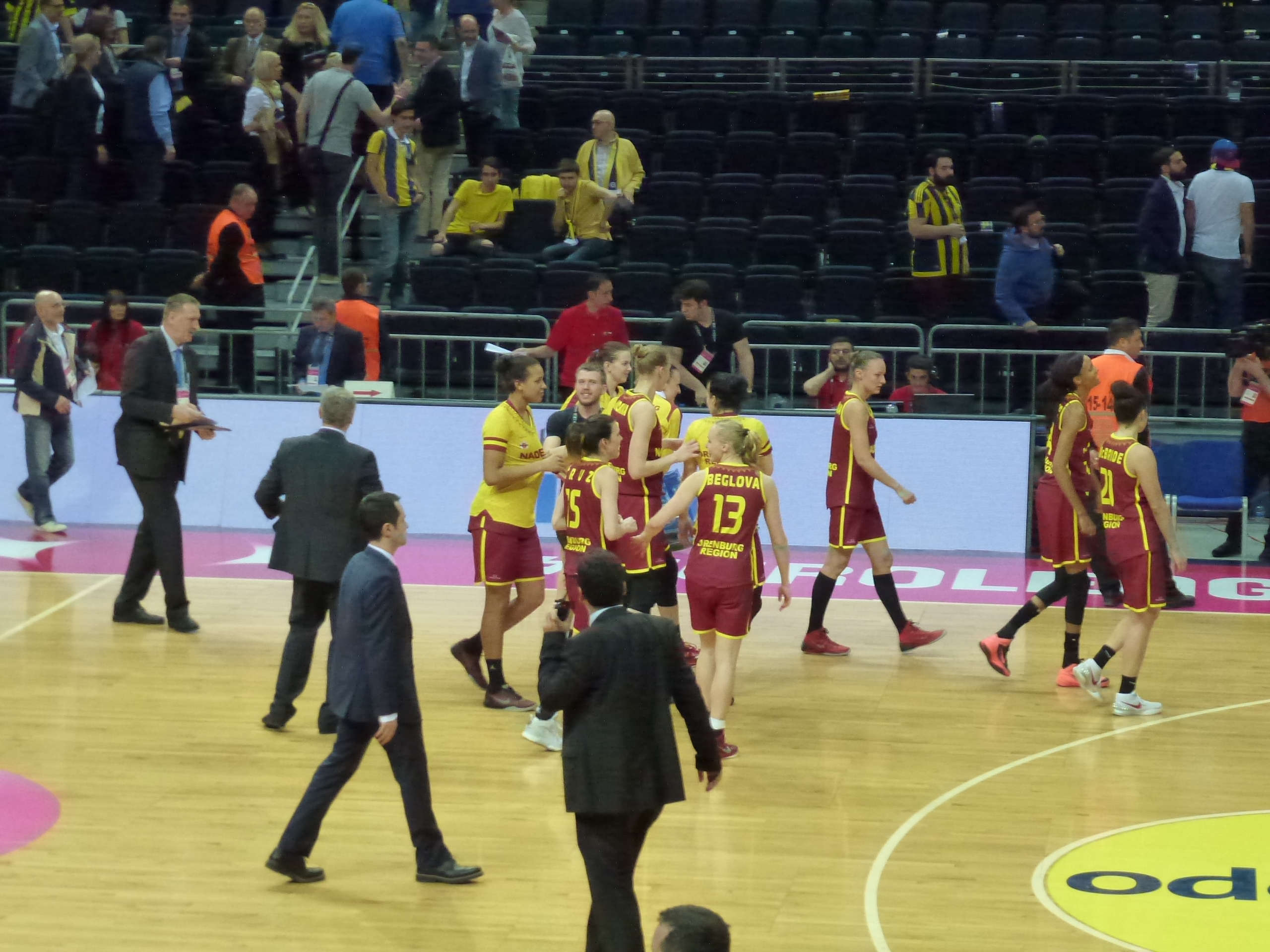
В составе Надежды под № 13 (2016 год)

С 2014 года играла за баскетбольный клуб «Надежда» (Оренбург). В составе команды стала серебряным призёром чемпионата России по баскетболу сезона 2014/2015, бронзовым призёром Кубка России сезона 2014/2015.
В 2015 году вошла в состав Сборной Российской Федерации по баскетболу. Играет под № 9. Вошла в символическую пятёрку баскетболисток и признана лучшей разыгрывающей России 2015 года. Для команды «Надежда» сезон 2016 г. стал лучшим в истории клуба.
В 2017 году подписала контракт с клубом УГМК (Екатеринбург).
В 2021 году написала и выпустила книгу «Моя игра». После рождения второго ребёнка в 2022 году вернулась в команду УГМК (Екатеринбург). Завершила карьеру в 2025 году.

## Достижения
- Победительница Евролиги (2018, 2019, 2021)
- Финалист Евролиги (2016)
- Обладатель Суперкубка Европы (2018, 2019)
- Чемпионка России (2018−2021, 2023−2025)
- Бронзовый призёр России (2016, 2017)
- Обладатель Кубка России (2018, 2022, 2024, 2025)
- Обладатель Суперкубка России (2021−2025)